# Harsoor, Gulbarga
Harsoor là một làng thuộc tehsil Gulbarga, huyện Gulbarga, bang Karnataka, Ấn Độ.